# Хачеші
Хачеші (груз. ხაჩეში) — село в Грузії.
За даними перепису населення 2014 року в селі проживає 18 особа.